# Stylemys
Stylemys (que significa "tartaruga pilar") é o primeiro gênero fóssil de tartaruga de terra seca pertencente à ordem Testudines descoberto nos Estados Unidos. O gênero viveu em áreas temperadas a subtropicais da América do Norte, Europa e Ásia, com base na distribuição de fósseis. O gênero foi descrito pela primeira vez em 1851 por Joseph Leidy. A tartaruga era comum na pré-histórica Badlands, especialmente Nebraska e South Dakota. A espécie também foi encontrada nas formações dentro e ao redor do Parque Nacional de Badlands. Fragmentos de fósseis também foram encontrados na Formação Palm Park de Novo México.
As tartarugas antigas tinham músculos primitivos mandíbula, ao contrário das tartarugas de hoje, que também exibem o osso  os transiliens  e teriam sido herbívoros. Embora as espécies  Stylemys  exibissem a mesma estrutura de pescoço das tartarugas modernas, os membros anteriores eram inadequados para escavação, diferenciando-os dos gêneros modernos.

## Espécies
Várias espécies foram descritas desde que o gênero foi nomeado em 1851.

## Período de tempo
Eon: fanerozóico
Era: Cenozóica
Período: Paleógeno
Época: Eoceno
- S. botti
- S. calaverensis
- S. canetotiana
- S. capax
- S. conspecta
- S. copei
- S. emiliae
- S. frizaciana
- S. karakolensis
- S. nebrascensis (syn. S. amphithorax)
- S. neglectus
- S. oregonensis
- S. pygmea
- S. uintensis
- S. undabuna

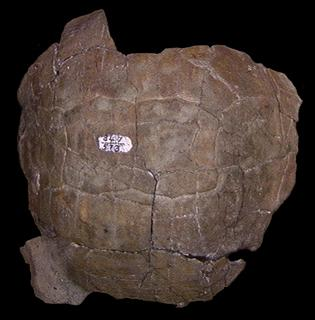
Stylemys conspecta de Tertiary em Oregon.
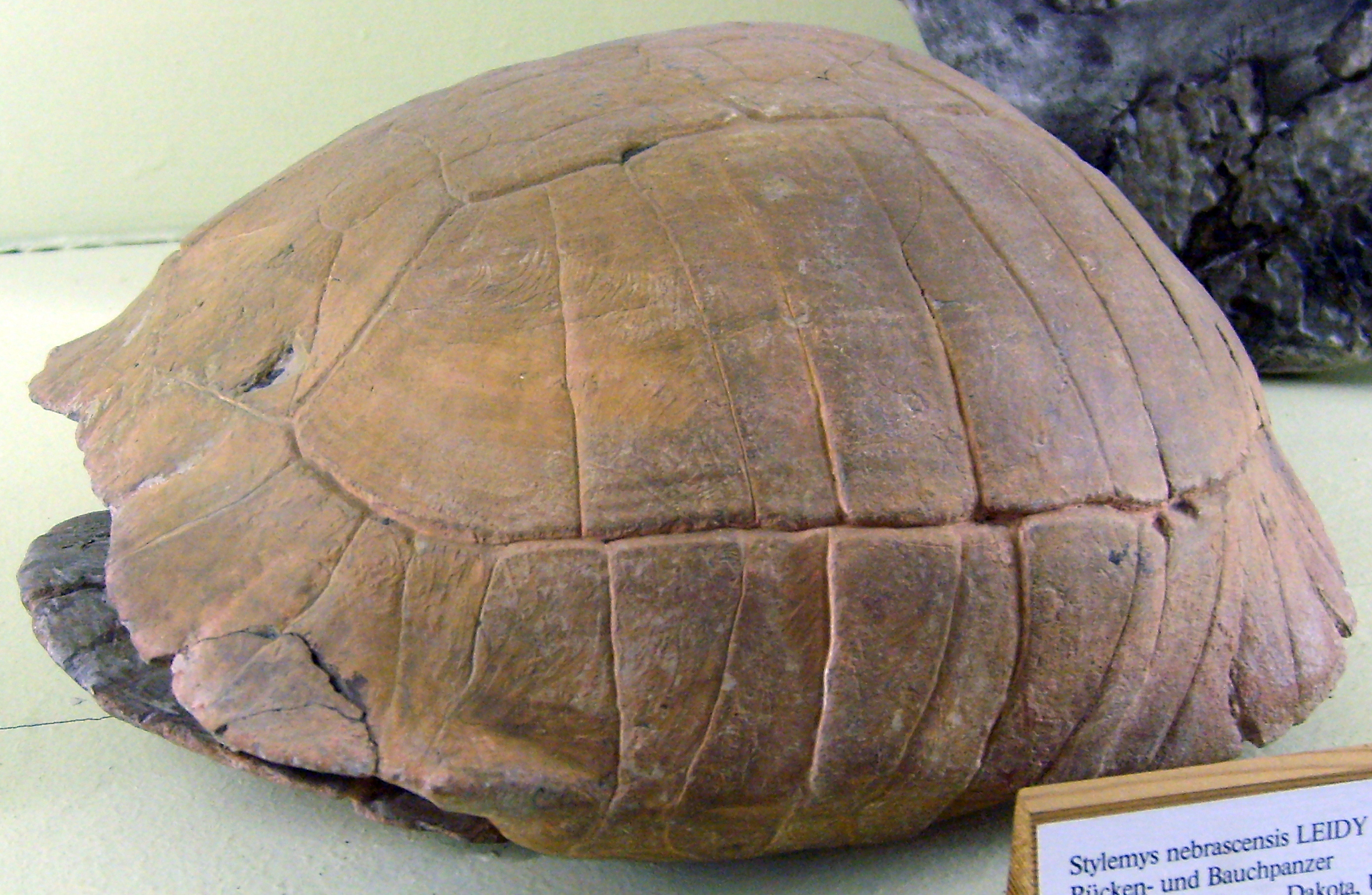
Carapaça de Stylemys nebrascensis no Museum für Naturkunde, Berlim.